# Christophe Brandt
Christophe Brandt (Liegi, 4 maggio 1977) è un dirigente sportivo ed ex ciclista su strada belga, professionista dal 2000 al 2010. Dal 2014 è direttore sportivo del team Wagner Bazin WB (già Wallonie Bruxelles e Bingoal WB).

## Carriera
Passa professionista nel 2000, a 23 anni, con l'italiana Saeco, ma già nel 2001 passa alla Lotto-Adecco, con cui gareggerà per il resto della carriera. Coglie la prima e unica vittoria da professionista alla Druivenkoers 2002, corsa in territorio belga; vince poii anche la cronometro a squadre alla Settimana Internazionale di Coppi e Bartali 2007.
Nel 2004 viene trovato positivo al metadone. Dopo essere stato licenziato dalla sua squadra, la federazione ciclistica belga lo scagiona da ogni accusa e Brandt viene così rimesso sotto contratto. Nel 2008 partecipa alla prova in linea dei Giochi olimpici di Pechino, ma non termina la corsa, ritirandosi. Conclude la carriera agonistica nel 2010.
Dal 2012 ricopre ruoli di direttore sportivo e manager; dal 2014 è nello staff tecnico della Wallonie Bruxelles, rinominata in WB, Bingoal e Wagner Bazin nelle stagioni seguenti, attiva dal 2017 come formazione Professional/ProTeam.

## Palmarès
- 2002 (Lotto-Adecco, una vittoria)

Druivenkoers

### Altri successi
- 2007 (Predictor-Lotto)

1ª tappa, 2ª semitappa Settimana Internazionale di Coppi e Bartali (Misano Adriatico > Misano Adriatico, cronosquadre)

## Piazzamenti

### Grandi Giri
- Giro d'Italia

2001: 42º
2004: 14º
2005: 33º
2006: ritirato (4ª tappa)
2009: 66º
- Tour de France

2002: 35º
2003: 52º
2004: ritirato (7ª tappa)
2005: 56º
2006: 40º
2008: ritirato (19ª tappa)
- Vuelta a España

2007: 132º
2009: 125

### Classiche monumento
- Milano-Sanremo

2001: 59º
2002: 127º
2006: 86º
2008: ritirato
- Giro delle Fiandre

2000: ritirato
- Parigi-Roubaix

2000: ritirato
- Liegi-Bastogne-Liegi

2000: 57º
2001: 102º
2002: 51º
2003: 45º
2004: 64º
2005: 16º
2006: 66º
2007: ritirato
2008: 41º
2009: 82º
2010: 75º
- Giro di Lombardia

2000: ritirato
2001: 35º
2003: 33º
2004: 40º
2008: ritirato
2009: 98º
2010: ritirato

### Competizioni mondiali
- Campionati del mondo

Valkenburg 1998 - In linea Under-23: 13º
Verona 1999 - In linea Under-23: 15º
Lisbona 2001 - In linea Elite: 71º
Hamilton 2003 - In linea Elite: 54º
- Giochi olimpici

Pechino 2008 - In linea: ritirato